# Радди, Альберт
Альберт Стотленд Радди (англ. Albert Stotland Ruddy; 28 марта 1930, Монреаль, Квебек — 25 мая 2024, Лос-Анджелес, Калифорния) — канадско-американский кинопродюсер и телепродюсер, лауреат двух премий «Золотой глобус» и двух премий «Оскар».

## Биография
Альберт Стотленд Радди родился в еврейской семье у Рут Герц (Ruth Hertz) и Хая Стотланда (Hy Stotland) 28 марта 1930 года в Монреале. В скором времени переехал вместе с семьей в Нью-Йорк.
Он учился в престижной средней школе Бруклинского технологического института, получил диплом по химическим технологиям в Городском колледже Нью-Йорка. Проработав два года инженером, он решил изучать архитектуру в Университете Южной Калифорнии. Чтобы оплачивать учёбу, он работал по вечерам на заправке.
Первой женой Радди была Франсуаза Визенберг. В 1981 году Радди женился на своей второй жене, Ванде МакДэниэл, которая была на 23 года младше его и являлась одной из лучших сотрудниц дома моды Armani. У них родились сын и дочь.
Умер 25 мая 2024 года после непродолжительной болезни в Медицинском центре Калифорнийского университета в Лос-Анджелесе имени Рональда Рейгана в городе Лос-Анджелес, штат Калифорния, в возрасте 94 лет.

## Фильмография

### Кино
| Год  | Фильм                       | Продюсер | Сценарист |
| ---- | --------------------------- | -------- | --------- |
| 1965 | Дикое семя                  | Да       | Нет       |
| 1970 | Малыш Фаусс и Большой Хэлси | Да       | Нет       |
| 1971 | Делая это                   | Да       | Нет       |
| 1972 | Крёстный отец               | Да       | Нет       |
| 1974 | Самый длинный ярд           | Да       | Сюжет     |
| 1975 | Чернокожие                  | Да       | Нет       |
| 1978 | Матильда                    | Да       | Да        |
| 1981 | Гонки «Пушечное ядро»       | Да       | Нет       |
| 1982 | Мегасилы                    | Да       | Да        |
| 1984 | Лэсситер                    | Да       | Нет       |
| 1984 | Гонки «Пушечное ядро» 2     | Да       | Да        |
| 1989 | Прощание с королём          | Да       | Нет       |
| 1990 | Порыв                       | Да       | Нет       |
| 1992 | Божьи коровки               | Да       | Нет       |
| 1994 | Плохие девчонки             | Да       | Сюжет     |
| 1994 | Скаут                       | Да       | Нет       |
| 1996 | Пленники небес              | Да       | Нет       |
| 2004 | Малышка на миллион          | Да       | Нет       |
| 2006 | Облако 9                    | Да       | Да        |
| 2008 | Медовый месяц Камиллы       | Да       | Нет       |
| 2021 | Мужские слёзы               | Да       | Нет       |